# Język kosare
Język kosare (a. kosadle) – język papuaski używany w prowincji Papua w Indonezji. Według danych z 2006 roku posługuje się nim 200 osób.
Obszar tego języka obejmuje miejscowości: Naira, Muara Nawa, Yakopru, Meteor, Benawa, Kotogru, Kali Keri, a także wieś Pagai (dystrykt Airu, kabupaten Jayapura), gdzie występuje również język kapauri. Według danych Ethnologue (SIL International) kosare pozostaje w użyciu wśród całej społeczności, w większości sfer życia. Dawniej grupy Kosare i Kapauri prowadziły nomadyczny tryb życia.
Nie został dobrze opisany, dostępne materiały ograniczają się do danych leksykalnych. Pierwsze informacje dot. tego języka ukazały się w 1978 roku. H. Hammarström (2018) rozpatruje go jako język izolowany, ze względu na słabość dowodów słownikowych na ewentualne związki zewnętrzne. 
S.A. Wurm (1982) powiązał kosare z kaure i narau oraz odosobnionymi językami kapauri (kapori) i sause. W nieco starszej propozycji C.L. Voorhoeve (1975) nie rozważał nieznanego wówczas kosare. T. Usher łączy kosare jedynie z kaure, wyróżniając grupę języków rzeki Nawa. W.A. Foley (2018) umieszcza trzy języki (kaure, narau i kosare) w ramach rodziny języków kaure, wraz z językiem kapauri, tworzącym samodzielną gałąź. Taką też klasyfikację prezentuje katalog Ethnologue (wyd. 25). Status języka narau jest niejasny, być może chodzi o wariant kosare bądź kaure. Analiza ubogich danych leksykalnych sugeruje, że narau jest odrębny od kosare.